# ألكسندر دوغلاس دي فاريا
ألكسندر دوغلاس دي فاريا (بالبرتغالية: Aleksander Douglas de Faria‏) هو لاعب كرة قدم برازيلي، ولد في 20 فبراير 1991 في كوريتيبا في البرازيل. شارك مع منتخب البرازيل تحت 20 سنة لكرة القدم. أما مع النوادي، فقد لعب مع نادي أفاي لكرة القدم.

## وصلات خارجية
- ألكسندر دوغلاس دي فاريا على موقع قاعدة بيانات كرة القدم.إي يو (الإنجليزية)
- ألكسندر دوغلاس دي فاريا على موقع Soccerway.com (الإنجليزية)
- ألكسندر دوغلاس دي فاريا على موقع عالم كرة القدم.نت (الإنجليزية)